# Денисон, Дуэйн
Дуэйн Денисон — американский гитарист, играющий преимущественно в рок-жанре. Играл с разными исполнителями и в составе многих групп, среди которых есть The Jesus Lizard, Cargo Cult, Firewater, Tomahawk. В настоящее время является гитаристом групп The Legendary Shack Shakers и USSA. В середине девяностых выпустил два альбома в составе авангардного инструментального проекта Denison Kimball trio вместе с барабанщиком The Jesus Lizard Джимом Кимбаллом.
Начал изучение музыки с занятий на классической гитаре.